# Dom (film 2008)
Dom (tytuł oryg. House) – amerykański film fabularny z pogranicza surrealistycznego horroru i thrillera. Film był kręcony w Polsce (w Łodzi), dlatego skromne role zagrali w nim polscy aktorzy, m.in. Weronika Rosati oraz Paweł Deląg. Scenariusz filmu bazował na powieści Teda Dekkera i Franka Perettiego Dom.

## Fabuła
Jack i Stephanie podróżują po Alabamie. W efekcie komplikacji, trafiają do położonego na odludnym terenie domostwa. Miejsce kryje w sobie wiele tajemnic. Wkrótce para odkrywa, że nie przebywa w posiadłości sama. Niestety, wśród gości kryje się uosobienie grozy i niebezpieczeństwa.

## Obsada
- Allana Bale jako Susan
- J.P. Davis jako Randy
- Paweł Deląg jako policjant
- Heidi Dippold jako Stephanie
- Leslie Easterbrook jako Betty
- Julie Ann Emery jako Leslie
- Michael Madsen jako oficer Lawdale
- Bill Moseley jako Stewart
- Bobby Neutz jako szeryf
- Reynaldo Rosales jako Jack
- Weronika Rosati jako żona policjanta, Mary
- Florentyna Synowiecka jako Melissa
- Lew Temple jako Pete